# Ăn nhau thai

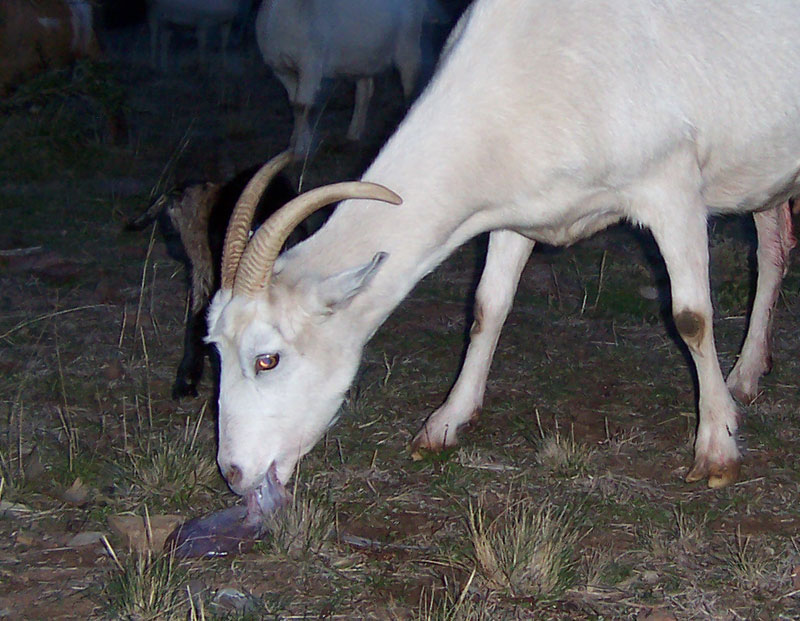
Một con dê mẹ đang ăn nhau thai của chính mình sau khi sinh

Ăn nhau thai (thuật ngữ tiếng Anh: placentophagy) là hiện tượng động vật có vú ăn nhau thai của mình sau khi sinh con. Nhau thai ở động vật chứa nhiều chất dinh dưỡng và có thể bù đắp sự mất dưỡng chất trong thai kỳ, nhất là sắt.

## Đặc điểm
Hầu hết động vật có vú ăn nhau thai bao gồm cả động vật ăn cỏ trường hợp ngoại lệ bao gồm Pinnipedia, Cetacea, lạc đà và con người. Placentophagy đã được quan sát thấy ở sâu bọ, gặm nhấm, Chiroptera, Lagomorpha, bộ ăn thịt Carnivora, Perissodactyla, Artiodactyla (với lạc đà là một ngoại lệ ghi nhận), và động vật linh trưởng. Thú có túi thì sinh con và nuôi trong túi hơn là sổ nhau, và do đó không thể tham gia vào các hoạt động ăn nhau tuy nhiên chúng sẽ liếm chất lỏng sơ sinh khi chúng được thải ra ngoài. Uống nhau thai có thể làm tăng ngưỡng chịu đau ở chuột mang thai. Hiện vẫn chưa có nghiên cứu khoa học mà thấy placentophagy tăng cường tác dụng giảm đau ở người.

## Ở con người

### Ở phương Đông
Nhiều người coi nhau thai như một thần dược giúp tăng cường sức khỏe và làm đẹp. Việc ăn nhau thai của một đứa trẻ sau khi được sinh ra thực ra khá phổ biến suốt hơn 2.000 năm qua ở Trung Quốc, nơi mà nhiều người nghĩ rằng nó có thể giúp chống lão hóa. Tuy nhiên, ăn nhau thai lại có thể là nguyên nhân đe dọa sức khỏe của nhiều người, nhiều người đồn đại rằng ăn nhau thai bồi bổ sức khỏe, chữa các bệnh thông thường như mệt mỏi, suy nhược cơ thể. Rất nhiều nơi trên thế giới người ta vẫn sử dụng nhau thai để chế biến thành những món ăn đặc biệt trong gia đình. Những đồ ăn này được tin là giúp cung cấp năng lượng, vitamin thiết yếu và giúp chữa bệnh cho con người.

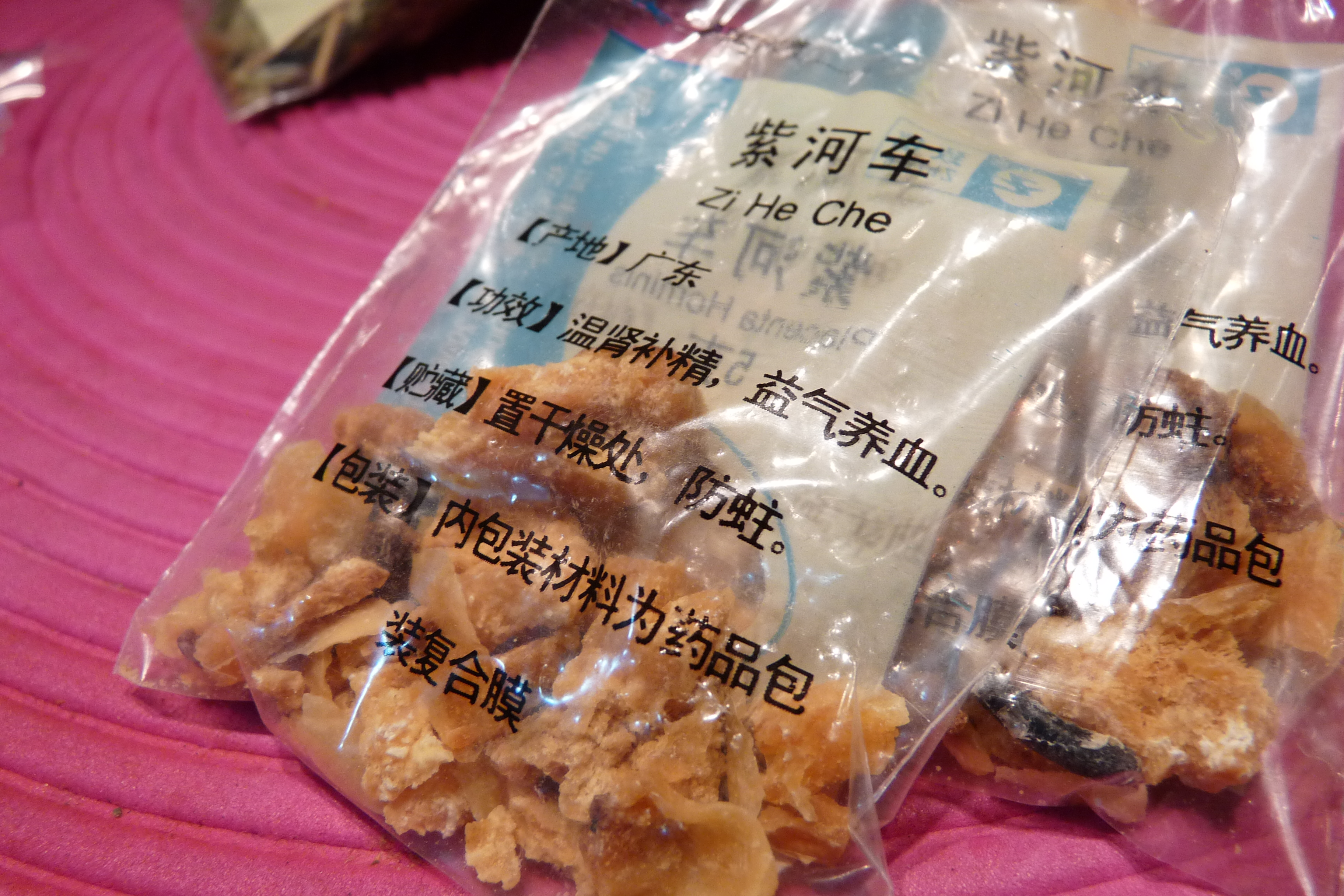
Tử hà sa sấy khô đang được bày bán

Theo y học cổ truyền Trung Quốc Trong y học cổ truyền, nhau thai khô gọi là Tử hà sa (chữ Hán: 紫河車), nhau thai vị ngọt mặn, tính ấm, có công dụng bổ khí, dưỡng huyết, ích tinh, thường dùng để chữa các chứng bệnh suy nhược, gầy yếu, đau nhức trong xương, hen suyễn, ho ra máu, ra mồ hôi trộm, di tinh, liệt dương, phụ nữ thiếu máu, muộn con, thiếu sữa sau khi sinh nở... những nhau thai an toàn phải có màu hồng, sáng, không xây xát, còn nguyên bọc, ối của người mẹ sạch, không đục, người mẹ không có những tiền sử bệnh án trước khi sinh thì thường sẽ có nhau thai an toàn.
Tần Thủy Hoàng được cho là đã coi nhau thai là thứ có tác dụng đối với sức khỏe từ 2.200 năm trước. Dưới thời nhà Thanh, Từ Hy thái hậu cũng được cho là ăn nhau thai để duy trì sự thanh xuân. Một bài thuốc cổ truyền từ thời nhà Minh cho rằng nhau thai, cơ quan nối bào tử đang phát triển với thành tử cung và có ý nghĩa quan trọng với sự sống của thai nhi, là thứ vô cùng bổ dưỡng và nếu được ăn trong thời gian dài thì có thể giúp đạt được sự trường sinh. Ở Trung Quốc, khoảng 10% cặp vợ chồng mới có con nhận lại nhau thai để mang về sau khi sinh.
Tuy nhiên, cho đến nay chưa có một công trình nghiên cứu nào chứng minh được điều này và nhau thai cũng chỉ bổ dưỡng như thịt gà, thịt bò... Thậm chí, nhau thai nếu không được xử lý đúng cách thì người dùng còn dễ bị nhiễm khuẩn, lây bệnh di truyền, đặc biệt là nhiễm virus viêm gan B, C, nhiễm khuẩn. Việc sử dụng nhau thai khó có thể đảm bảo độ an toàn cho tính mạng người sử dụng, nhất là nhau thai không rõ nguồn gốc. Tại các bệnh viện phụ sản, nhau thai được phân loại như một chất thải y tế để đưa đi tiêu hủy.

### Ở phương Tây
Nhau thai người (Placenta Hominis) được cho là có lợi cho sức khỏe và những lời truyền miệng về tác dụng của nó đang bắt đầu râm ran ở những nước phương Tây, nơi cũng đã có người tin rằng nó có thể giúp tránh được sự suy nhược sau khi sinh nở, cải thiện nguồn sữa và tăng cường sinh lực. Vào cuối thập niên 60 và đầu thập niên 70 thế kỷ XX, nhau thai bắt đầu được cổ xúy sử dụng làm thực phẩm ở Mỹ với công dụng được cho là chữa chứng trầm uất hậu sản, bổ sung chất sắt cũng như bồi bổ cơ thể cho người mẹ mới sinh con. Cơ quan An toàn Thực phẩm châu Âu (EFSA) ra quy định các sản phẩm chế biến từ nhau thai là thực phẩm mới được bán hợp pháp trong Liên minh châu Âu (EU) với điều kiện tuân thủ nguyên tắc sản xuất hợp vệ sinh và có nhãn mác đầy đủ. 

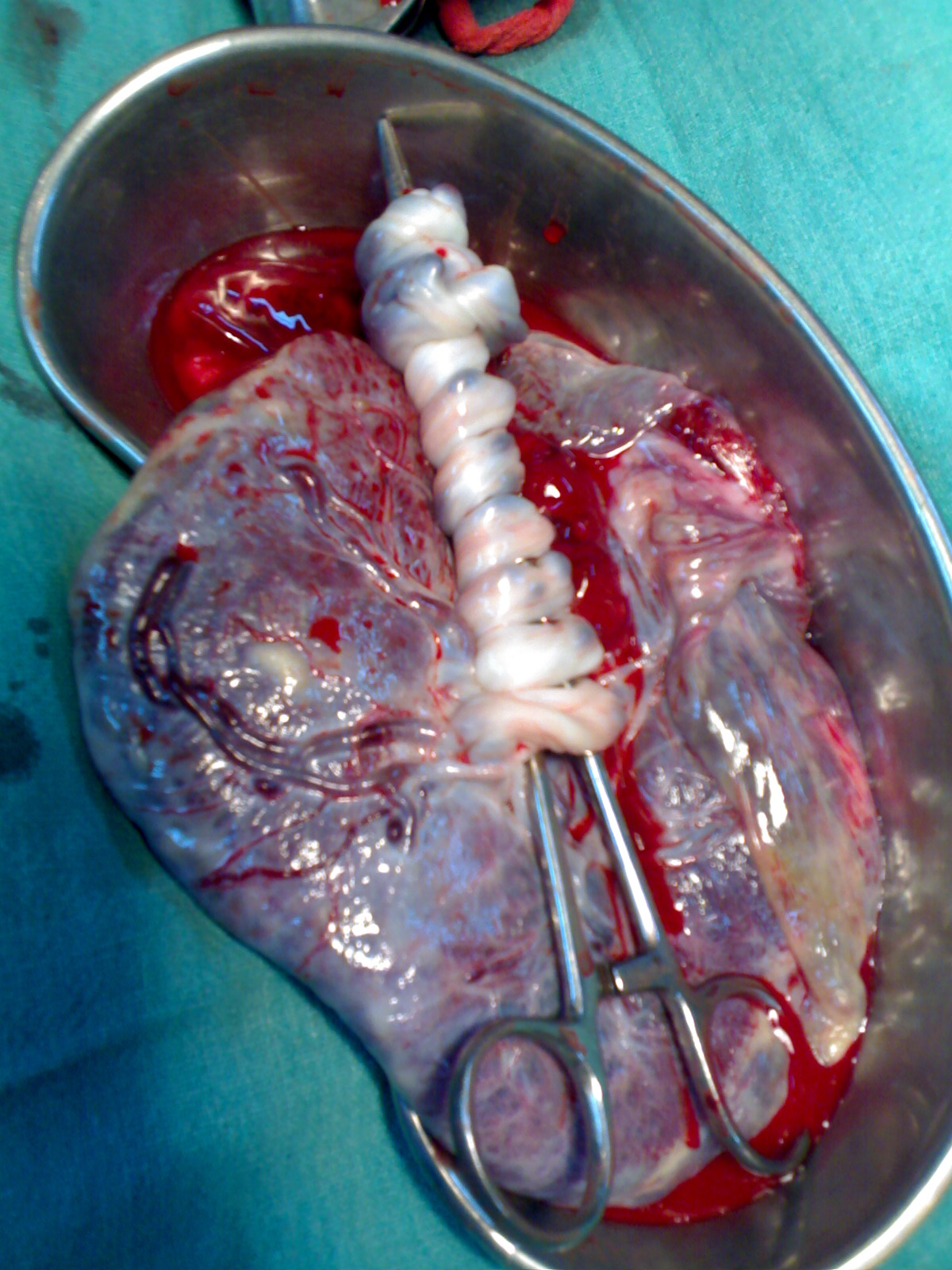
Nhau thai người vừa mới sinh

Có ghi nhận ở Anh, để chữa hội chứng trầm cảm sau sinh, một bà mẹ tại Anh ăn nhau thai của chính cô trong cả ba lần sinh. Sau khi sinh, chồng bà mang tới một đĩa thức ăn là một đĩa nhau thai đẫm máu vừa ra khỏi cơ thể, bà cắt chúng thành những miếng nhỏ và bỏ vào miệng. Chúng có vị tanh nồng của máu và xốp như gan. Quá trình đó tiếp tục lặp lại cho tới khi bà ăn hết đĩa nhau thai và chỉ còn vài giọt máu dính trên đĩa.
Một trường hợp khác, để bổ sung dinh dưỡng sau khi sinh, một người phụ nữ đã quyết định uống sinh tố được chế biến từ nhau thai của chính mình. Bà đã chế biến những cốc sinh tố bằng nguyên liệu chính là nhau thai của chính bà, còn sử dụng thêm một số loại quả như dâu, chuối và dừa để tăng thêm hương vị. Nữ ca sĩ Natasha Hamilton cũng từng tiết lộ cô đã ăn nhau thai của chình mình trong lần sinh nở thứ 4. Harry Styles, một ca sĩ nhạc pop nổi tiếng cũng đã từng tiết lộ cô đã sử dụng kem từ nhau thai để giữ vẻ ngoài trẻ trung của mình.
Nghiên cứu từ Tiệp Khắc năm 1954 cho thấy uống bổ sung các chế phẩm có nguồn gốc từ nhau thai giúp tăng tiết sữa. Tuy vậy, cho đến nay đã gần 60 năm, nghiên cứu này vẫn chưa được nhân rộng. Ngoài các bệnh truyền nhiễm thì trong bánh nhau của sản phụ (nếu bị bệnh) có rất nhiều chất, thành phần có thể gây nguy hại cho sức khỏe người sử dụng. Các bệnh liên quan đến đường tiêu hóa, nhiễm vi trùng, vi khuẩn, virus, ký sinh trùng... có thể ở tất cả các sản phẩm nhau thai được chế biến không bảo đảm hoặc khi chế biến nhau thai đó.